# Otto Panck
Otto Karl Johann Panck (* 4. Dezember 1833 in Kruthen, Kurland; † 11. Juli 1914 in Mitau) war ein deutschbaltischer evangelischer Theologe.

## Leben
Panck studierte ab 1852 an der Kaiserlichen Universität Dorpat und graduierte 1855. Nach einer Tätigkeit als Hauslehrer wurde er 1861 Pastor in Baldohn; 1875 wechselte er nach Mesothen. Von 1881 bis 1884 war er geistliches Mitglied des General-Konsistoriums in St. Petersburg. Er war von 1895 bis 1898 Propst der Bauskeschen Diözese. Von 1898 bis 1907 war er kurländischer General-Superintendent.
Panck war Mitglied der Lettisch-literärischen Gesellschaft und fungierte von 1880 bis 1888 als Direktor der kurländischen Sektion. Er veröffentlichte in lettischer Sprache.

## Auszeichnungen
- 1883: Goldenes Prediger-Brustkreuz
- 1906: Orden des Heiligen Wladimir 4. Klasse